# Circolo Nautico Posillipo

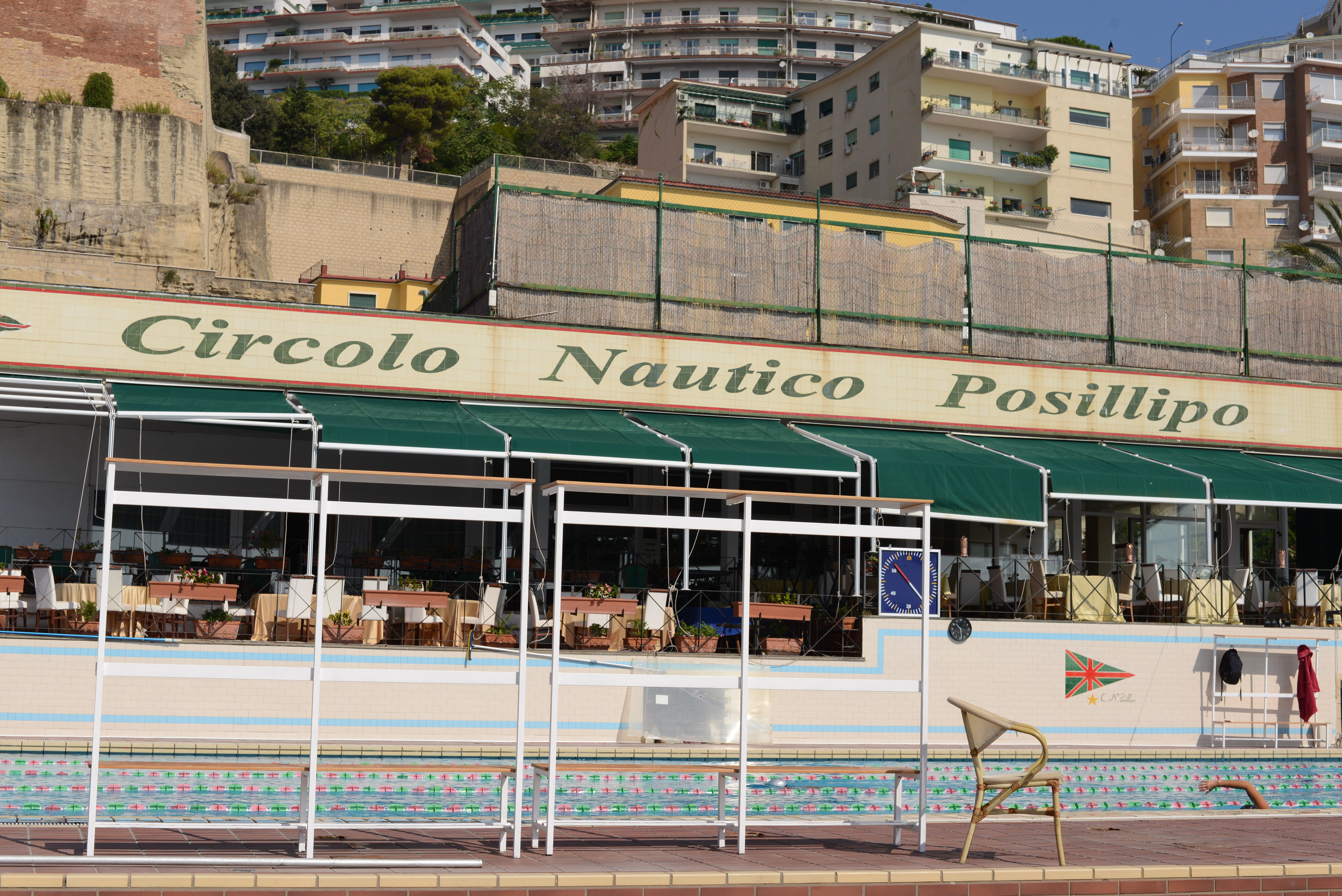
Piscine et restaurant du Circolo Nautico Posillipo.

Le Circolo Nautico Posillipo (CNP, « Cercle nautique Posillipo » en français) est un club omnisports italien de Posillipo, un quartier de Naples. Y sont pratiqués des sports aquatiques et nautiques, ainsi que l'escrime, le tennis et le triathlon.
Son équipe de water-polo remporte régulièrement le championnat d'Italie depuis les années 1980 et s'illustre également en coupes d'Europe.

## Historique
Le 15 juillet 1925, dans le quartier napolitain de Posillipo, est créé le Circolo Nautico Giovinezza, le « cercle nautique de la jeunesse », dont l'objectif sont les sports aquatiques et nautiques.
Pour accueillir les épreuves de voile des Jeux olympiques de 1960 dans la baie de Naples, le Cercle nautique construit un complexe sportif dans les années 1950. En 1961, est ouverte la section d'escrime.

## Aviron
En aviron, le club a cumulé 173 récompenses de 1925 à 2007 dans des compétitions italiennes.

## Escrime
En 1961, la section d'escrime est créée par Victor Celentano avec comme maître d'armes Mimmo Conte. Les premiers résultats internationaux arrivent en 1963 avec la médaille d'argent au fleuret de Pasquale La Ragione aux Jeux méditerranéens à Naples, puis sa sélection nationale pour les Jeux olympiques de 1964 à Tokyo et de Jeux olympiques de 1968 à Mexico.
Moins brillante après la mort de Conte, la section reprend vie dans les années 1980 avec Aldo Cuomo et Claudio Ormanni, entraîneurs issus du club, rejoints par différents maîtres et entraîneurs successifs. Ils forment des escrimeurs qui s'illustrent aux  championnats d'Italie et en compétitions internationales comme Sandro Cuomo.

## Water-polo
L'équipe de water-polo a connu la ligue A, première division italienne, une seule saison dans les années 1960. Elle quitte la division C en 1979 et ne reste qu'une seule saison en B, atteignant ainsi la  pour la saison 1980-1981 avec un premier sacre en 1985, enchaînant dans la foulée trois autres titres, une coupe d'Italie et une coupe européenne des vainqueurs de coupe avant la fin de la décennie.
Dans les années 1990 et 2000, à l'exception de la saison 1991-1992, l'équipe du Circolo Nautico Posillipo est toujours présente dans la série finale à quatre du championnat qu'elle remporte de 1993 à 1996, en 2000 et 2001, et en 2004. Elle s'illustre également au niveau européen avec trois coupes des clubs champions et une coupe des coupes.
L'équipe se partage la piscine Felice-Scandone avec le Circolo Canottieri Napoli, autre club régulièrement champion national jusqu'aux années 1970 de la ville.

### Palmarès masculin

#### Europe
- 1 supercoupe : 2005.
- 3 coupes des clubs champions ou Euroligues : 1997, 1998 et 2005.
- 2 coupes des vainqueurs de coupe : 1988, 2003.

#### National
- 11 titres de champion d'Italie : 1985, 1986, 1988, 1989, 1993, 1994, 1995, 1996, 2000, 2001 et 2004.
- 1 coupe d'Italie : 1987.